# Gary Leal
Leslie Gary Leal (* 18. März 1943 in Bellingham, Washington) ist ein US-amerikanischer Ingenieurwissenschaftler, der sich mit Hydrodynamik befasst. Er ist Professor für Chemieingenieurwesen an der University of California, Santa Barbara (UCSB).
Leal studierte Chemieingenieurwesen an der University of Washington mit dem Bachelor-Abschluss 1965 sowie an der Stanford University mit dem Master-Abschluss 1968 und der Promotion bei Andreas Acrivos 1969. 1970 wurde er Assistant Professor am Caltech, an dem er 1978 eine volle Professur als Chemieingenieur erhielt und 1986 bis 1989 Chevron Distinguished Professor war. Ab 1989 war er Professor an der UCSB.
Unter anderem war er Gastprofessor am Isaac Newton Institute in Cambridge. Er befasst sich mit Hydrodynamik komplexer Fluide (wie Polymere, Flüssigkristalle, Emulsionen) einschließlich numerischer Simulation und studierte unter anderem Tropfendeformation.
2002 erhielt er den Hydrodynamik-Preis der American Physical Society, 1978 den Allan Colburn Award und 2001 die Bingham Medal. Für 2015 wurde ihm die G. I. Taylor Medal zugesprochen. Er ist Fellow der American Physical Society, der National Academy of Engineering (1987) und der American Academy of Arts and Sciences (2011). 1976 war er als Guggenheim Fellow in Cambridge.
Leal ist seit 1965 verheiratet und hat drei Kinder.

## Schriften
- Laminar Flow and Convective Transport Processes. Butterworth-Heinemann, Stoneham, Massachusetts, 1992
- Advanced Transport Phenomena: Fluid Mechanics and Convective Transport Processes. Cambridge University Press, 2007